# Nene Touré
Pour les articles homonymes, voir Touré.
Nene Touré, née le 1er janvier 1986, est une lutteuse guinéenne.

## Carrière
Nene Touré évolue dans la catégorie des moins de 55 kg. Elle est 25e des Championnats du monde 2007 à Bakou et médaillée de bronze aux Championnats d'Afrique 2008 à Tunis.